# 白衣盾牌
《白衣盾牌》是一首歌曲，發佈於2022年6月。作词人、作曲人郦敏忠全盲，张振晔低视力障碍；演唱者韩星辰、陈哲宇全盲。歌曲致敬在2019冠状病毒病疫情中深处一线的抗击疫情工作者。